# Туризъм в Австрия
Туризмът в Австрия заема важен дял от сектора на услугите в страната, играещ балансираща роля в компенсацията на търговски дефицити на нейната икономика. Като популярна дестинация, страната е приемник на посетители от целия свят. По приходи на глава от населението, се нарежда на едно от първите места в Европа и на Земята (€ 1722). За 2012 г. 5,1 % от заетите в централноевропейската държава са работили в туристическата сфера.
Маркетинговата дейност по промотирането ѝ като дестинация, е поверена на Австрийския национален туристически офис, който за 2009 г. е разполагал с 52 млн. евро.
Главна туристическа и традиционна атракция са Алпите в лицето на провинциите Тирол, Каринтия и Форарлберг, където се акумулират и най-големите чуждестранни парични постъпления. Според федералните принципи на конституцията, всяка от деветте провинции е отговорна за развитието на туризма на територията си. Други значими места за посещения са столицата Виена и Залцбург, с целогодишен поток. На разположение в страната са 20 000 хотела и пансиони, както и 50 000 частни стаи за нощувка. В допълнение са налични хиляди хостели, хижи и къмпинги.
Австрия е и важен международен конферентен център, приемник на множество централи на международни организации в т.ч. Международната агенция за атомна енергия, Организацията за сигурност и сътрудничество в Европа и други под шапката на ООН. Възползвайки се от неутралния си статус, във Виена се провеждат многобройни срещи за преговори между „изтока“ и „запада“.

## Популярни дестинации
Виена, Залцбург, Грац, Инсбрук, Цел ам Зее, Зьолден, Ишгъл, Санкт Антон ам Арлберг, Зеефелд ин Тирол, Лех, Линц, Капрун, Майрхофен, Флахау и др.

## Общи данни
| Брой посещения на чуждестранни туристи за 2011 г. | 23 млн.      |
| Средна продължителност на престоя (нощи)          | 3.9          |
| Общо приходи за 2011 г.                           | € 22.6 млрд. |

| Непълен списък на броя на туристите за 2011 г. | Непълен списък на броя на туристите за 2011 г. | Непълен списък на броя на туристите за 2011 г. |
| Страна                                         | Брой туристи                                   | Дял (%)                                        |
| ---------------------------------------------- | ---------------------------------------------- | ---------------------------------------------- |
| Германия                                       | 10 929 670                                     | 31,6                                           |
| Холандия                                       | 1 644 620                                      | 4.7                                            |
| Швейцария                                      | 1 198 958                                      | 3.5                                            |
| Италия                                         | 1 086 957                                      | 3.1                                            |
| Обединено кралство                             | 709,209                                        | 2.0                                            |
| Чехия                                          | 603,581                                        | 1.7                                            |
| Франция                                        | 521,955                                        | 1.5                                            |
| САЩ                                            | 496,134                                        | 1.4                                            |
| Белгия                                         | 488,810                                        | 1.4                                            |
| Унгария                                        | 466,860                                        | 1.3                                            |
| Русия                                          | 400,399                                        | 1.2                                            |
| Полша                                          | 372,924                                        | 1.1                                            |
| Испания                                        | 326,091                                        | 0.9                                            |
| Дания                                          | 313,013                                        | 0.9                                            |
| Румъния                                        | 275,722                                        | 0.8                                            |
| Китай                                          | 259,944                                        | 0.8                                            |
| Япония                                         | 228,559                                        | 0.7                                            |
| Швеция                                         | 191,405                                        | 0.6                                            |
| Словакия                                       | 148,080                                        | 0.4                                            |
| Австралия                                      | 126,169                                        | 0.4                                            |
| Словения                                       | 117,740                                        | 0.3                                            |
| Южна Корея                                     | 106,359                                        | 0.3                                            |
| Хърватска                                      | 105,184                                        | 0.3                                            |
| Канада                                         | 98,545                                         | 0.3                                            |
| Израел                                         | 89,834                                         | 0.3                                            |
| Финландия                                      | 87,105                                         | 0.3                                            |
| Украйна                                        | 86,649                                         | 0.3                                            |
| Норвегия                                       | 84,951                                         | 0.2                                            |
| Индия                                          | 83,911                                         | 0.2                                            |
| Турция                                         | 71,322                                         | 0.2                                            |
| Гърция                                         | 64,210                                         | 0.2                                            |
| България                                       | 63,992                                         | 0.2                                            |